# Vanessa Herzogová
Vanessa Herzogová (* 4. července 1995 Innsbruck), rozená Bittnerová, je rakouská rychlobruslařka a inline bruslařka.
Od roku 2010 se účastnila rychlobruslařského Světového poháru juniorů, v seniorském Světovém poháru debutovala roku 2013. Startovala na Zimních olympijských hrách 2014 (500 m – 27. místo, 1000 m – 24. místo, 1500 m – 34. místo). Na juniorských světových šampionátech v letech 2013–2015 získala pět zlatých medailí. V premiérovém sprinterském víceboji na Mistrovství Evropy 2017 byla osmá. Na Mistrovství Evropy 2018 vyhrála závod na 500 m a vybojovala stříbrnou medaili na kilometrové distanci a bronzovou medaili v závodě s hromadným startem. Zúčastnila se Zimních olympijských her 2018, kde v závodě na 1000 m skončila na 5. místě a na poloviční distanci byla čtvrtá. V sezóně 2017/2018 zvítězila v celkové klasifikaci Světového poháru v závodech na 500 m. Na ME 2019 zvítězila ve sprinterském víceboji. Z MS 2019 si přivezla zlato z trati 500 m a stříbro z dvojnásobné distance. V sezóně 2018/2019 obhájila své vítězství v celkovém hodnocení Světového poháru v závodech na 500 m. Na ME 2020 získala stříbrnou medaili v závodě na 500 m. Startovala na ZOH 2022 (500 m – 4. místo, 1000 m – 8. místo) a krátce poté získala bronz na Mistrovství světa ve sprintu 2022.
Věnuje se také inline bruslení, je držitelkou několika medailí z evropských šampionátů.
V roce 2016 si vzala svého trenéra Thomase Herzoga.